# Ágústa
Ágústa est un prénom féminin islandais variant d'Augusta. Ce prénom peut désigner :

## Prénom
- Ágústa Eva Erlendsdóttir (née en 1982), chanteuse islandaise